# Matt O'Leary
Matthew Joseph O'Leary (Chicago, 6 luglio 1987) è un attore statunitense.

## Biografia
Ha fatto il suo primo film nel 2000, quando ha ottenuto il ruolo da protagonista in Invito a cena con vampiro.
Successivamente è stato scelto per un ruolo nel thriller Unico testimone, che ha riscosso un consistente successo e notevoli incassi, quindi ha preso parte a Frailty - Nessuno è al sicuro, poi ha recitato nella commedia per ragazzi Spy Kids 2 - L'isola dei sogni perduti, secondo film della trilogia Spy Kids, e nel suo seguito Missione 3D - Game Over.
Nel 2004 è anche apparso nel film drammatico Alamo - Gli ultimi eroi, nel 2005 ha affiancato Joseph Gordon-Levitt in due film: Havoc - Fuori controllo, e Brick - Dose mortale, quest'ultimo con Lukas Haas e Noah Fleiss. Nel 2008 ha partecipato all'horror Solstice, con Amanda Seyfried.
Per la sua attività come attore O'Leary ha ottenuto ben 4 nomination agli Young Artist Awards negli anni 2001, 2002, 2003 e 2004.

## Filmografia parziale

### Cinema
- Unico testimone (Domestic Disturbance, 2001)
- Frailty - Nessuno è al sicuro (Frailty), regia di Bill Paxton (2001)
- Spy Kids 2 - L'isola dei sogni perduti (Spy Kids 2: Island of Lost Dreams, 2002)
- Missione 3D - Game Over (Spy Kids 3-D: Game Over, 2003)
- Alamo - Gli ultimi eroi (The Alamo, 2004)
- Brick - Dose mortale (Brick, 2005)
- Havoc - Fuori controllo (Havoc, 2005)
- Death Sentence (2007)
- Die Hard - Vivere o morire (Live Free or Die Hard, 2007)
- Solstice, regia di Daniel Myrick (2008)
- Patto di sangue (Sorority Row, 2009)
- Urla silenziose (Eden), regia di Megan Griffiths (2012)
- Drones, regia di Rick Rosenthal (2013)
- Pawn Shop Chronicles, regia di Wayne Kramer (2013)
- Time Lapse, regia di Bradley D. King (2014)
- Skyscraper, regia di Rawson Marshall Thurber (2018)
- Benvenuti a Marwen (Welcome to Marwen), regia di Robert Zemeckis (2018)

### Televisione
- Invito a cena con vampiro (Mom's Got a Date with a Vampire), regia di Steve Boyum – film TV (2000)
- Franklin D. Roosevelt - Un uomo, un presidente - film TV (2005)
- Law & Order: Criminal Intent - Serie TV, 2 episodi (2005)

## Doppiatori italiani
Nelle versioni in italiano delle opere in cui ha recitato, Matt O'Leary è stato doppiato da:
- Giulio Renzi Ricci in Spy Kids 2 - L'isola dei sogni perduti, Missione 3D - Game Over
- Renato Novara in Law & Order: Criminal Intent
- Flavio Aquilone in Die Hard - Vivere o morire
- Fabrizio De Flaviis in Unico testimone
- Gabriele Lopez in Death Sentence
- Simone Crisari in Solstice
- Francesco Meoni in CSI - Scena del crimine (ep. 9x10)
- Andrea Mete in CSI - Scena del crimine (ep. 9x18)
- Ruggero Andreozzi in Urla silenziose
- Omar Vitelli in Stung
- Gianluca Crisafi in Major Crimes